# 1924년 전국체육대회 축구
1924년 전국체유대회 축구는 일제강점기 조선 경기도 경성부에서 개최된 1924년 전국체육대회의 경기 종목이다. '제5회 전조선축구대회'로 개최되었으며 1924년 10월 30일부터 11월 2일까지 배재고등보통학교 운동장과 휘문고등보통학교 운동장에서 개최되었다.

## 대회 진행
제5회 전조선축구대회는 1924년 10월 30일부터 11월 2일까지 배재고등보통학교 운동장에서 개최되었다. 이전 대회까지 인력이 부족하여 선심을 학생들에게 맡겼던 부분을 이 대회부터 개선하여 심판이 선심을 맡아 진행되었고, 1등 1명에게 10원, 2등 5명에게 5원씩, 3등 3명에게 각각 동아일보 3개월 무료 구독권을 내걸고 우승 선수단을 알아맞히는 투표하는 행사도 진행했다.
소학부 종목에서는 광성보통학교, 수송보통학교, 영흥공립보통학교, 재동공립보통학교, 평양숭덕 등 5개 선수단이 참가했고, 중학부 종목에서는 경신학교, 고창고등보통학교, 광성고등보통학교, 배재고등보통학교, 배재학당, 보성고등보통학교, 영생고등보통학교, 오산고등보통학교, 중앙고등보통학교, 평양고등보통학교, 협성실업, 휘문고등보통학교 등 12개 선수단이 출전했으며, 청년부 종목에서는 건강구락부, 보성전문, 불교청년회, 수양구락부, 전평양 등 5개 선수단이 참가했다. 광성보통학교가 소학부 종목 결승에서 영흥공립보통학교를 4:0으로 이기며 우승을 차지했고, 중학부 종목에서는 배재고등보통학교가 결승에서 평양고등보통학교를 3:0으로 이기며 우승했으며, 청년부 종목에서는 건강구락부가 결승에서 수양구락부를 6:3으로 이기며 우승했다.

## 경기장
| 경기장                  | 도시 | 좌석 | 수용 | 부문   | 세부 종목 | 비고        |
| ----------------------- | ---- | ---- | ---- | ------ | --------- | ----------- |
| 배재고등보통학교 운동장 | 경성 |      |      | 전부문 | 남자      |             |
| 휘문고등보통학교 운동장 | 경성 |      |      | 청년부 | 남자      | 청년부 결승 |

## 축구단
| 부문        | 축구단                             | 도시 | 첫 참가 | 횟수 | 선수                                                                                   | 비고 |
| ----------- | ---------------------------------- | ---- | ------- | ---- | -------------------------------------------------------------------------------------- | ---- |
| 청년부 남자 | 건강운동부 축구단 (경기)           | 경성 | 1922    | 2    | 김종만, 박규선, 박치양, 서병수, 손희운, 신봉균, 유재춘, 이경구, 최계남, 최대순, 한기호 |      |
| 청년부 남자 | 보성전문학교 축구단 (경기)         | 경성 | 1924    | 1    | 곽장범, 남용희, 신용희, 윤득호, 우복수, 이세옥, 이장훈, 이한우, 장응진, 최소암, 한완주 |      |
| 청년부 남자 | 수양구락부 축구단 (경기)           | 경성 | 1922    | 3    | 김덕규, 김상국, 박수복, 박태식, 송영기, 윤태현, 이연흥, 이용학, 최건모, 한기창, 효승준 |      |
| 청년부 남자 | 전평양 축구단 (평남)               | 평양 | 1921    | 2    | 강봉삼, 김원겸, 김원복, 김재신, 유정봉, 유해필, 이학영, 장병찬, 장세훈, 정원숙, 정원순 |      |
| 청년부 남자 | 조선불교청년회 축구단 (경기)       | 경성 | 1921    | 4    | 김영희, 김원태, 김윤기, 김윤옥, 김제정, 김충배, 마춘식, 손희염, 송덕기, 이동근, 황점용 |      |
|             |                                    |      |         |      |                                                                                        |      |
| 중학부 남자 | 경신학교 축구단 (경기)             | 경성 | 1921    | 3    | 권태호, 김남규, 김성우, 김종순, 백근원, 서진관, 오봉수, 원정호, 이영선, 이춘호, 정인승 |      |
| 중학부 남자 | 고창고등보통학교 축구단 (전북)     | 고창 | 1924    | 1    |                                                                                        |      |
| 중학부 남자 | 광성고등보통학교 축구단 (평남)     | 평양 | 1922    | 3    |                                                                                        |      |
| 중학부 남자 | 배재고등보통학교 축구단 (경기)     | 경성 | 1921    | 4    | 김락구, 백기주, 유영목, 윤병환, 이영민, 이인수, 장병선, 장영생, 조수증, 최창문, 함용화 |      |
| 중학부 남자 | 배재학당 축구단 (경기)             | 경성 | 1924    | 1    | 김달연, 박봉조, 박용운, 벡남주, 송인열, 신현식, 이관용, 이응환, 이종규, 장치모, 홍성묵 |      |
| 중학부 남자 | 보성고등보통학교 축구단 (경기)     | 경성 | 1921    | 3    | 김병량, 김진석, 김창훈, 이윤석, 이창용, 이효선, 장홍식, 조희석, 지동순, 허양헌, 홍성척 |      |
| 중학부 남자 | 영생학교 축구단 (함남)             | 함흥 | 1923    | 2    | 김남극, 김동제, 김신규, 도상덕, 박인봉, 박장용, 양병제, 유순형, 이영직, 이재학, 이정환 |      |
| 중학부 남자 | 오산학교 축구단 (평북)             | 정주 | 1921    | 3    | 구상식, 김석진, 김종만, 어강주, 원돈량, 이병인, 이창승, 정태호, 조만연, 표영선, 홍재석 |      |
| 중학부 남자 | 중앙고등보통학교 축구단 (경기)     | 경성 | 1921    | 4    | 김문량, 김상은, 김영길, 김태호, 김홍배, 도상린, 문갑돌, 박태삼, 이갑득, 정완기, 정천종 |      |
| 중학부 남자 | 평양관립고등보통학교 축구단 (평남) | 평양 | 1924    | 1    | 고용성, 김국신, 김병국, 김상린, 박용수, 신효선, 이석제, 이원식, 전원호, 채연보, 최흥준 |      |
| 중학부 남자 | 협성학교 축구단 (경기)             | 경성 | 1924    | 1    | 강근두, 거봉선, 김도윤, 김석문, 서성근, 이의상, 이춘호, 임완생, 전성근, 정유철, 최동암 |      |
| 중학부 남자 | 휘문고등보통학교 축구단 (경기)     | 경성 | 1921    | 4    | 강희문, 김말봉, 김정식, 민용규, 오봉은, 이진묵, 이진영, 이판갑, 정세영, 조을범, 최상복 |      |
|             |                                    |      |         |      |                                                                                        |      |
| 소학부 남자 | 광성보통학교 축구단 (평남)         | 평양 | 1923    | 2    |                                                                                        |      |
| 소학부 남자 | 수송공립보통학교 축구단 (경기)     | 경성 | 1923    | 2    | 고학기, 김관호, 김동만, 왕학돌, 유영진, 이삼남, 이성찬, 이혜봉, 정규성, 조석봉, 최돈상 |      |
| 소학부 남자 | 숭덕보통학교 축구단 (평남)         | 평양 | 1924    | 1    | 김기활, 김동혁, 김명산, 김상업, 김수국, 김승훈, 박태보, 송혜덕, 이영순, 전병엽, 주진선 |      |
| 소학부 남자 | 영흥공립보통학교 축구단 (함남)     | 영흥 | 1924    | 1    | 강순길, 김종규, 박대순, 박영준, 이명순, 이배진, 장용길, 조봉학, 주인택, 최재흥, 함창후 |      |
| 소학부 남자 | 재동공립보통학교 축구단 (경기)     | 경성 | 1924    | 1    | 김귀영, 김상만, 모경술, 안태경, 오광은, 유세준, 이용이, 이종구, 장진중, 주점동, 황일영 |      |

## 경기 일정
| 1924년    | 1924년    | 10월 | 10월 | 11월 | 11월 |
| 1924년    | 1924년    | 30일 | 31일 | 1일  | 2일  |
| --------- | --------- | ---- | ---- | ---- | ---- |
| 청년부    | 남자      |      |      |      |      |
| 중학부    | 남자      |      |      |      |      |
| 소학부    | 남자      |      |      |      |      |
| 일일 합계 | 일일 합계 | 0    | 0    | 2    | 1    |
| 누적 합계 | 누적 합계 | 0    | 0    | 2    | 3    |

## 경기 결과

### 청년부
|  | 1라운드                      | 1라운드                  |                              |   | 4강 | 4강 |  |  | 결승 | 결승 |
|  |                              |                          |                              |   |     |     |  |  |      |      |
|  | 11월 1일 - 경성              |                          |                              |   |     |     |  |  |      |      |
|  |                              |                          |                              |   |     |     |  |  |      |      |
|  | 전평양 축구단 (평남)         | 1                        |                              |   |     |     |  |  |      |      |
|  | 전평양 축구단 (평남)         | 1                        | 11월 1일 - 경성              |   |     |     |  |  |      |      |
|  | 조선불교청년회 축구단 (경기) | 1                        |                              |   |     |     |  |  |      |      |
|  | 조선불교청년회 축구단 (경기) | 1                        | 조선불교청년회 축구단 (경기) | 0 |     |     |  |  |      |      |
|  |                              |                          | 조선불교청년회 축구단 (경기) | 0 |     |     |  |  |      |      |
|  |                              |                          | 건강운동부 축구단 (경기)     | 4 |     |     |  |  |      |      |
|  |                              |                          | 건강운동부 축구단 (경기)     | 4 |     |     |  |  |      |      |
|  |                              |                          | 11월 2일 - 경성              |   |     |     |  |  |      |      |
|  |                              |                          |                              |   |     |     |  |  |      |      |
|  | 건강운동부 축구단 (경기)     | 6                        |                              |   |     |     |  |  |      |      |
|  | 건강운동부 축구단 (경기)     | 6                        |                              |   |     |     |  |  |      |      |
|  |                              | 수양구락부 축구단 (경기) | 3                            |   |     |     |  |  |      |      |
|  |                              | 수양구락부 축구단 (경기) | 3                            |   |     |     |  |  |      |      |
|  | 11월 1일 - 경성              |                          |                              |   |     |     |  |  |      |      |
|  |                              |                          |                              |   |     |     |  |  |      |      |
|  | 수양구락부 축구단 (경기)     | 2                        |                              |   |     |     |  |  |      |      |
|  | 수양구락부 축구단 (경기)     | 2                        |                              |   |     |     |  |  |      |      |
|  |                              |                          | 보성전문학교 축구단 (경기)   | 0 |     |     |  |  |      |      |
|  |                              |                          | 보성전문학교 축구단 (경기)   | 0 |     |     |  |  |      |      |
|  |                              |                          |                              |   |     |     |  |  |      |      |
|  |                              |                          |                              |   |     |     |  |  |      |      |
|  |                              |                          |                              |   |     |     |  |  |      |      |

청년부 남자 종목은 건강운동부 축구단, 보성전문학교 축구단, 수양구락부 축구단, 전평양 축구단, 조선불교청년회 축구단 등 5개 축구단이 참가했다.
전평양 축구단과 조선불교청년회 축구단 간의 1라운드 경기는 1924년 10월 30일 15시 30분에 시작되었다. 당시 대회 규정에서는 무승부로 끝난 경기는 코너킥과 프리킥을 각각 1점씩, 득점에 실패한 페널티킥을 2점으로 경기 기록 점수를 매기고 승패를 갈리도록 했는데, 양 팀이 1:1로 비겨 경기 기록 점수가 7:6으로 높은 전평양 축구단의 승리가 선언되었다. 그러나 조선불교청년회 축구단 측에서 자신들의 경기 기록 점수가 1점차로 앞섰기 때문에 잘못된 판정이라고 항의하여 승패는 확정되지 않은 채 경기 기록 재검토가 진행되었다. 일부 경기 기록 점수 누락이 확인되어 양 팀의 합의 하에 재경기를 진행하기로 결정되었다. 1924년 11월 1일 9시 44분에 진행된 조선불교청년회 축구단과 전평양 축구단 간의 재경기는 1:1로 비겨 경기 기록 점수가 높은 조선불교청년회 축구단이 4강에 진출했다.
1924년 11월 1일에 11시 4분에 진행된 수양구락부 축구단과 보성전문학교 축구단 간의 4강 첫 번째 경기는 수양구락부 축구단이 2:0으로 이기며 결승에 진출했고, 이어서 12시 41분에 진행된 조선불교청년회 축구단과 건강운동부 축구단 간의 4강 두 번째 경기는 건강운동부 축구단이 2:0으로 이기며 결승에 진출했다.
1924년 11월 2일 14시 45분에 진행된 휘문고등보통학교 운동장에서 진행된 건강운동부 축구단과 수양구락부 축구단 간의 결승 경기는 건강운동부 축구단이 6:3으로 승리하며 우승을 차지했다.

### 중학부
|  | 1라운드                            | 1라운드                            |                                    |   | 8강 | 8강 |  |  | 4강 | 4강 |  |  | 결승 | 결승 |
|  |                                    |                                    |                                    |   |     |     |  |  |     |     |  |  |      |      |
|  | 10월 30일 - 경성                   |                                    |                                    |   |     |     |  |  |     |     |  |  |      |      |
|  |                                    |                                    |                                    |   |     |     |  |  |     |     |  |  |      |      |
|  | 중앙고등보통학교 축구단 (경기)     | 4                                  |                                    |   |     |     |  |  |     |     |  |  |      |      |
|  | 중앙고등보통학교 축구단 (경기)     | 4                                  | 10월 31일 - 경성                   |   |     |     |  |  |     |     |  |  |      |      |
|  | 오산학교 축구단 (평북)             | 1                                  |                                    |   |     |     |  |  |     |     |  |  |      |      |
|  | 오산학교 축구단 (평북)             | 1                                  | 중앙고등보통학교 축구단 (경기)     | 0 |     |     |  |  |     |     |  |  |      |      |
|  | 10월 30일 - 경성                   |                                    | 중앙고등보통학교 축구단 (경기)     | 0 |     |     |  |  |     |     |  |  |      |      |
|  |                                    | 배재고등보통학교 축구단 (경기)     | 6                                  |   |     |     |  |  |     |     |  |  |      |      |
|  | 배재학당 축구단 (경기)             | 배재고등보통학교 축구단 (경기)     | 6                                  | 1 |     |     |  |  |     |     |  |  |      |      |
|  | 배재학당 축구단 (경기)             |                                    | 11월 1일 - 경성                    | 1 |     |     |  |  |     |     |  |  |      |      |
|  | 배재고등보통학교 축구단 (경기)     | 4                                  |                                    |   |     |     |  |  |     |     |  |  |      |      |
|  | 배재고등보통학교 축구단 (경기)     | 4                                  | 배재고등보통학교 축구단 (경기)     | 1 |     |     |  |  |     |     |  |  |      |      |
|  |                                    |                                    | 배재고등보통학교 축구단 (경기)     | 1 |     |     |  |  |     |     |  |  |      |      |
|  |                                    | 광성고등보통학교 축구단 (평남)     | 0                                  |   |     |     |  |  |     |     |  |  |      |      |
|  |                                    | 광성고등보통학교 축구단 (평남)     | 0                                  |   |     |     |  |  |     |     |  |  |      |      |
|  | 10월 31일 - 경성                   |                                    |                                    |   |     |     |  |  |     |     |  |  |      |      |
|  |                                    |                                    |                                    |   |     |     |  |  |     |     |  |  |      |      |
|  | 영생학교 축구단 (함남)             | 0                                  |                                    |   |     |     |  |  |     |     |  |  |      |      |
|  | 영생학교 축구단 (함남)             | 0                                  | 10월 30일 - 경성                   |   |     |     |  |  |     |     |  |  |      |      |
|  |                                    |                                    | 광성고등보통학교 축구단 (평남)     | 1 |     |     |  |  |     |     |  |  |      |      |
|  | 경신학교 축구단 (경기)             | 0                                  | 광성고등보통학교 축구단 (평남)     | 1 |     |     |  |  |     |     |  |  |      |      |
|  | 경신학교 축구단 (경기)             | 0                                  | 11월 1일 - 경성                    |   |     |     |  |  |     |     |  |  |      |      |
|  | 광성고등보통학교 축구단 (평남)     | 4                                  |                                    |   |     |     |  |  |     |     |  |  |      |      |
|  | 광성고등보통학교 축구단 (평남)     | 4                                  | 배재고등보통학교 축구단 (경기)     | 3 |     |     |  |  |     |     |  |  |      |      |
|  |                                    |                                    | 배재고등보통학교 축구단 (경기)     | 3 |     |     |  |  |     |     |  |  |      |      |
|  |                                    | 평양관립고등보통학교 축구단 (평남) | 0                                  |   |     |     |  |  |     |     |  |  |      |      |
|  |                                    | 평양관립고등보통학교 축구단 (평남) | 0                                  |   |     |     |  |  |     |     |  |  |      |      |
|  | 10월 31일 - 경성                   |                                    |                                    |   |     |     |  |  |     |     |  |  |      |      |
|  |                                    |                                    |                                    |   |     |     |  |  |     |     |  |  |      |      |
|  | 보성고등보통학교 축구단 (경기)     | 1                                  |                                    |   |     |     |  |  |     |     |  |  |      |      |
|  | 보성고등보통학교 축구단 (경기)     | 1                                  |                                    |   |     |     |  |  |     |     |  |  |      |      |
|  |                                    |                                    | 협성학교 축구단 (경기)             | 0 |     |     |  |  |     |     |  |  |      |      |
|  |                                    |                                    | 협성학교 축구단 (경기)             | 0 |     |     |  |  |     |     |  |  |      |      |
|  |                                    |                                    | 11월 1일 - 경성                    |   |     |     |  |  |     |     |  |  |      |      |
|  |                                    |                                    |                                    |   |     |     |  |  |     |     |  |  |      |      |
|  | 보성고등보통학교 축구단 (경기)     | 0                                  |                                    |   |     |     |  |  |     |     |  |  |      |      |
|  | 보성고등보통학교 축구단 (경기)     | 0                                  | 10월 30일 - 경성                   |   |     |     |  |  |     |     |  |  |      |      |
|  |                                    | 평양관립고등보통학교 축구단 (평남) | 3                                  |   |     |     |  |  |     |     |  |  |      |      |
|  | 평양관립고등보통학교 축구단 (평남) | 평양관립고등보통학교 축구단 (평남) | 3                                  | 2 |     |     |  |  |     |     |  |  |      |      |
|  | 평양관립고등보통학교 축구단 (평남) | 10월 31일 - 경성                   |                                    | 2 |     |     |  |  |     |     |  |  |      |      |
|  | 휘문고등보통학교 축구단 (경기)     | 0                                  |                                    |   |     |     |  |  |     |     |  |  |      |      |
|  | 휘문고등보통학교 축구단 (경기)     | 0                                  | 평양관립고등보통학교 축구단 (평남) | 1 |     |     |  |  |     |     |  |  |      |      |
|  |                                    |                                    | 평양관립고등보통학교 축구단 (평남) | 1 |     |     |  |  |     |     |  |  |      |      |
|  |                                    |                                    | 고창고등보통학교 축구단 (전북)     | 0 |     |     |  |  |     |     |  |  |      |      |
|  |                                    |                                    | 고창고등보통학교 축구단 (전북)     | 0 |     |     |  |  |     |     |  |  |      |      |
|  |                                    |                                    |                                    |   |     |     |  |  |     |     |  |  |      |      |
|  |                                    |                                    |                                    |   |     |     |  |  |     |     |  |  |      |      |
|  |                                    |                                    |                                    |   |     |     |  |  |     |     |  |  |      |      |

중학부 남자 종목은 경신학교 축구단, 고창고등보통학교 축구단, 광성고등보통학교 축구단, 배재고등보통학교 축구단, 배재학당 축구단, 보성고등보통학교 축구단, 영생학교 축구단, 오산학교 축구단, 중앙고등보통학교 축구단, 평양관립고등보통학교 축구단, 협성학교 축구단, 휘문고등보통학교 축구단 등 12개 축구단이 참가했다.
1924년 10월 30일 11시 14분에 진행된 평양관립고등보통학교 축구단과 휘문고등보통학교 축구단 간의 1라운드 첫 번째 경기는 평양관립고등보통학교 축구단이 2:0으로 이기며 8강에 진출했고, 같은 날 12시 10분에 시작된 배재학당 축구단과 배재고등보통학교 축구단 간의 1라운드 두 번째 경기는 배재고등보통학교 축구단이 4:1로 승리하며 8강에 진출했다. 이어서 진행된 경신학교 축구단과 광성고등보통학교 축구단 간의 1라운드 세 번째 경기는 광성고등보통학교 축구단이 4:0으로 이기며 8강에 진출했다. 1924년 10월 30일 14시 26분에 진행된 중앙고등보통학교 축구단과 오산학교 축구단 간의 1라운드 네 번째 경기는 중앙고등보통학교 축구단이 4:1로 승리하며 8강에 진출했다.
1924년 10월 31일 12시 10분에 진행된 중앙고등보통학교 축구단과 배재고등보통학교 축구단 간의 8강 첫 번째 경기는 배재고등보통학교 축구단이 6:0으로 이기며 4강에 진출했다. 1924년 10월 31일 14시 13분에 시작된 평양관립고등보통학교 축구단과 고창고등보통학교 축구단 간의 8강 두 번째 경기는 평양관립고등보통학교 축구단이 1:0으로 이기며 4강에 진출했고, 이어서 15시 25분에 진행된 보성고등보통학교 축구단과 협성학교 축구단 간의 8강 세 번째 경기는 보성고등보통학교 축구단이 1:0으로 이기며 4강에 진출했다. 같은 날 16시 29분에 진행된 영생학교 축구단과 광성고등보통학교 축구단 간의 8강 네 번째 경기는 광성고등보통학교 축구단이 1:0으로 이기며 4강에 진출했다.
1924년 11월 1일 13시 43분에 진행된 보성고등보통학교 축구단과 평양관립고등보통학교 축구단 간의 4강 첫 번째 경기는 평양관립고등보통학교 축구단이 3:0으로 이기며 결승에 진출했고, 이어서 14시 37분에 진행된 배재고등보통학교 축구단과 광성고등보통학교 축구단 간의 4강 두 번째 경기는 배재고등보통학교 축구단이 1:0으로 이기며 결승에 진출했다.
1924년 11월 1일 16시 50분에 진행된 배재고등보통학교 축구단과 평양관립고등보통학교 축구단 간의 결승 경기는 배재고등보통학교 축구단이 3:0으로 승리하며 우승을 차지했다.

### 소학부
|  | 1라운드                        | 1라운드                    |                                |   | 4강 | 4강 |  |  | 결승 | 결승 |
|  |                                |                            |                                |   |     |     |  |  |      |      |
|  |                                |                            |                                |   |     |     |  |  |      |      |
|  |                                |                            |                                |   |     |     |  |  |      |      |
|  |                                |                            |                                |   |     |     |  |  |      |      |
|  | 10월 31일 - 경성               |                            |                                |   |     |     |  |  |      |      |
|  |                                |                            |                                |   |     |     |  |  |      |      |
|  | 영흥공립보통학교 축구단 (함남) | 4                          |                                |   |     |     |  |  |      |      |
|  | 영흥공립보통학교 축구단 (함남) | 4                          |                                |   |     |     |  |  |      |      |
|  |                                |                            | 재동공립보통학교 축구단 (경기) | 0 |     |     |  |  |      |      |
|  |                                |                            | 재동공립보통학교 축구단 (경기) | 0 |     |     |  |  |      |      |
|  |                                |                            | 11월 1일 - 경성                |   |     |     |  |  |      |      |
|  |                                |                            |                                |   |     |     |  |  |      |      |
|  | 영흥공립보통학교 축구단 (함남) | 0                          |                                |   |     |     |  |  |      |      |
|  | 영흥공립보통학교 축구단 (함남) | 0                          |                                |   |     |     |  |  |      |      |
|  |                                | 광성보통학교 축구단 (평남) | 4                              |   |     |     |  |  |      |      |
|  |                                | 광성보통학교 축구단 (평남) | 4                              |   |     |     |  |  |      |      |
|  | 10월 31일 - 경성               |                            |                                |   |     |     |  |  |      |      |
|  |                                |                            |                                |   |     |     |  |  |      |      |
|  | 광성보통학교 축구단 (평남)     | 2                          |                                |   |     |     |  |  |      |      |
|  | 광성보통학교 축구단 (평남)     | 2                          | 10월 30일 - 경성               |   |     |     |  |  |      |      |
|  |                                |                            | 수송공립보통학교 축구단 (경기) | 0 |     |     |  |  |      |      |
|  | 숭덕보통학교 축구단 (평남)     | 0                          | 수송공립보통학교 축구단 (경기) | 0 |     |     |  |  |      |      |
|  | 숭덕보통학교 축구단 (평남)     | 0                          |                                |   |     |     |  |  |      |      |
|  | 수송공립보통학교 축구단 (경기) | 1                          |                                |   |     |     |  |  |      |      |
|  | 수송공립보통학교 축구단 (경기) | 1                          |                                |   |     |     |  |  |      |      |

소학부 남자 종목은 광성보통학교 축구단, 수송공립보통학교 축구단, 숭덕보통학교 축구단, 영흥공립보통학교 축구단, 재동공립보통학교 축구단 등 5개 축구단이 참가했다.
1924년 10월 30일에 진행된 숭덕보통학교 축구단과 수송공립보통학교 축구단 간의 1라운드 경기는 수송공립보통학교 축구단이 1:0으로 이기며 4강에 진출했다.
1924년 10월 31일 10시 40분에 진행된 영흥공립보통학교 축구단과 재동공립보통학교 축구단 간의 4강 첫 번째 경기는 영흥공립보통학교 축구단이 4:0으로 이기며 결승에 진출했다. 같은 날 13시 15분에 시작된 광성보통학교 축구단과 수송공립보통학교 축구단 간의 4강 두 번째 경기는 광성보통학교 축구단이 2:0으로 이기며 결승에 진출했다.
1924년 11월 1일 15시 43분에 진행된 영흥공립보통학교 축구단과 광성보통학교 축구단 간의 결승 경기는 광성보통학교 축구단이 4:0으로 이기며 우승을 차지했다.

## 메달 집계
| 순위 | 선수단   | 금메달 | 은메달 | 동메달 | 메달 합계 |
| ---- | -------- | ------ | ------ | ------ | --------- |
| 1    | 경기도   | 2      | 1      | 5      | 8         |
| 2    | 평안남도 | 1      | 1      | 1      | 3         |
| 3    | 함경남도 | 0      | 1      | 0      | 1         |
| 4    | 전라북도 | 0      | 0      | 0      | 0         |
| 4    | 평안북도 | 0      | 0      | 0      | 0         |
| 합계 | 합계     | 3      | 3      | 6      | 12        |

### 청년부 메달 집계
| 순위 | 선수단   | 금메달 | 은메달 | 동메달 | 메달 합계 |
| ---- | -------- | ------ | ------ | ------ | --------- |
| 1    | 경기도   | 1      | 1      | 2      | 4         |
| 2    | 평안남도 | 0      | 0      | 0      | 0         |
| 합계 | 합계     | 1      | 1      | 2      | 4         |

### 중학부 메달 집계
| 순위 | 선수단   | 금메달 | 은메달 | 동메달 | 메달 합계 |
| ---- | -------- | ------ | ------ | ------ | --------- |
| 1    | 경기도   | 1      | 0      | 1      | 2         |
| 2    | 평안남도 | 0      | 1      | 1      | 2         |
| 3    | 전라북도 | 0      | 0      | 0      | 0         |
| 3    | 평안북도 | 0      | 0      | 0      | 0         |
| 3    | 함경남도 | 0      | 0      | 0      | 0         |
| 합계 | 합계     | 1      | 1      | 2      | 4         |

### 소학부 메달 집계
| 순위 | 선수단   | 금메달 | 은메달 | 동메달 | 메달 합계 |
| ---- | -------- | ------ | ------ | ------ | --------- |
| 1    | 평안남도 | 1      | 0      | 0      | 1         |
| 2    | 함경남도 | 0      | 1      | 0      | 1         |
| 3    | 경기도   | 0      | 0      | 2      | 2         |
| 합계 | 합계     | 1      | 1      | 2      | 4         |

### 메달 수상자
| 종목        | 금 | 은 | 동 |
| ----------- | --- | --- | --- |
| 청년부 남자 | 건강운동부 축구단 (경기) · 김종만 · 박규선 · 박치양 · 서병수 · 손희운 · 신봉균 · 유재춘 · 이경구 · 최계남 · 최대순 · 한기호       | 수양구락부 축구단 (경기) · 김덕규 · 김상국 · 박수복 · 박태식 · 송영기 · 윤태현 · 이연흥 · 이용학 · 최건모 · 한기창 · 효승준           | 보성전문학교 축구단 (경기) · 곽장범 · 남용희 · 신용희 · 윤득호 · 우복수 · 이세옥 · 이장훈 · 이한우 · 장응진 · 최소암 · 한완주     |
| 청년부 남자 | 건강운동부 축구단 (경기) · 김종만 · 박규선 · 박치양 · 서병수 · 손희운 · 신봉균 · 유재춘 · 이경구 · 최계남 · 최대순 · 한기호       | 수양구락부 축구단 (경기) · 김덕규 · 김상국 · 박수복 · 박태식 · 송영기 · 윤태현 · 이연흥 · 이용학 · 최건모 · 한기창 · 효승준           | 조선불교청년회 축구단 (경기) · 김영희 · 김원태 · 김윤기 · 김윤옥 · 김제정 · 김충배 · 마춘식 · 손희염 · 송덕기 · 이동근 · 황점용   |
|             | | | |
| 중학부 남자 | 배재고등보통학교 축구단 (경기) · 김락구 · 백기주 · 유영목 · 윤병환 · 이영민 · 이인수 · 장병선 · 장영생 · 조수증 · 최창문 · 함용화 | 평양관립고등보통학교 축구단 (평남) · 고용성 · 김국신 · 김병국 · 김상린 · 박용수 · 신효선 · 이석제 · 이원식 · 전원호 · 채연보 · 최흥준 | 광성고등보통학교 축구단 (평남) · 김기수 · 김성환 · 거제철 · 남기하 · 박기윤 · 박유돈 · 박유초 · 방창수 · 윤덕일 · 임용업 · 한정호 |
| 중학부 남자 | 배재고등보통학교 축구단 (경기) · 김락구 · 백기주 · 유영목 · 윤병환 · 이영민 · 이인수 · 장병선 · 장영생 · 조수증 · 최창문 · 함용화 | 평양관립고등보통학교 축구단 (평남) · 고용성 · 김국신 · 김병국 · 김상린 · 박용수 · 신효선 · 이석제 · 이원식 · 전원호 · 채연보 · 최흥준 | 보성고등보통학교 축구단 (경기) · 김병량 · 김진석 · 김창훈 · 이윤석 · 이창용 · 이효선 · 장홍식 · 조희석 · 지동순 · 허양헌 · 홍성척 |
|             | | | |
| 소학부 남자 | 광성보통학교 축구단 (평남) | 영흥공립보통학교 축구단 (함남) · 강순길 · 김종규 · 박대순 · 박영준 · 이명순 · 이배진 · 장용길 · 조봉학 · 주인택 · 최재흥 · 함창후     | 수송공립보통학교 축구단 (경기) · 고학기 · 김관호 · 김동만 · 왕학돌 · 유영진 · 이삼남 · 이성찬 · 이혜봉 · 정규성 · 조석봉 · 최돈상 |
| 소학부 남자 | 광성보통학교 축구단 (평남) | 영흥공립보통학교 축구단 (함남) · 강순길 · 김종규 · 박대순 · 박영준 · 이명순 · 이배진 · 장용길 · 조봉학 · 주인택 · 최재흥 · 함창후     | 재동공립보통학교 축구단 (경기) · 김귀영 · 김상만 · 모경술 · 안태경 · 오광은 · 유세준 · 이용이 · 이종구 · 장진중 · 주점동 · 황일영 |

## 참고 문헌
- “대한체육회 국내종합경기대회”. 대한체육회.
- “제5회 전국체육대회”. 대한체육회.
- “제5회 전국체육대회 축구 경기 결과”. 대한체육회.
- “제5회 전국체육대회 축구 청년부 경기 결과”. 대한체육회.
- “제5회 전국체육대회 축구 청년부 남자 경기 결과”. 대한체육회.
- “제5회 전국체육대회 축구 중학부 경기 결과”. 대한체육회.
- “제5회 전국체육대회 축구 중학부 남자 경기 결과”. 대한체육회.
- “제5회 전국체육대회 축구 소학부 경기 결과”. 대한체육회.
- “제5회 전국체육대회 축구 소학부  남자 경기 결과”. 대한체육회.
- 《대한체육회 50년》. 대한체육회. 1970. 2020년 11월 8일에 원본 문서에서 보존된 문서. 2022년 11월 5일에 확인함.
- 《대한체육회 70년사》. 대한체육회. 1990. 2020년 11월 8일에 원본 문서에서 보존된 문서. 2022년 11월 5일에 확인함.
- 《대한체육회 90년사》. 대한체육회. 2011. 2020년 11월 8일에 원본 문서에서 보존된 문서. 2022년 11월 5일에 확인함.
- 대한체육회 100주년 기념사업부 (2020). 《대한민국 체육 100년》. 대한체육회.
- 《대한민국 체육 100년 Ⅰ 통사 (민족과 함께 한 대한민국 체육 100년)》. 대한체육회. 2020.
- 《대한민국 체육 100년 Ⅱ 민족의 구심체, 조선체육회 (1920~1945)》. 대한체육회. 2020.
- 《대한민국 체육 100년 Ⅲ 세계를 향한 도전 (1945~1980)》. 대한체육회. 2020.
- 《대한민국 체육 100년 Ⅳ 스포츠로 꽃피운 대한민국 (1981~2000)》. 대한체육회. 2020.
- 《대한민국 체육 100년 Ⅴ 스포츠강국을 넘어 선진국으로(2001~2020)》. 대한체육회. 2020.
- 《韓國蹴球百年史(한국축구백년사)》. 대한축구협회. 1986.
- “제5회 전국체육대회 축구 경기 결과”. 대한체육회.[깨진 링크(과거 내용 찾기)]
- “第五回全朝鮮(제오회전조선) 蹴球大會(축구대회)”. 동아일보. 1924년 10월 4일.
- “蹴球大會(축구대회)”. 동아일보. 1924년 10월 7일.
- “蹴球大會(축구대회)”. 동아일보. 1924년 10월 8일.
- “蹴球大會(축구대회)”. 동아일보. 1924년 10월 14일.
- “蹴球大會參加(축구대회참가)와 조선톄욕회의알선”. 동아일보. 1924년 10월 22일.
- “第五回蹴球大會(제오회축구대회)”. 조선일보. 1924년 10월 22일.
- “第五回(제오회) 全朝鮮(전조선) 蹴球大會(축구대회)”. 동아일보. 1924년 10월 24일.
- “臨迫(임박)한蹴球大會(축구대회)와 평양각단톄의맹렬한련습”. 동아일보. 1924년 10월 26일.
- “蹴球申請(축구신청)은明日(명일)”. 동아일보. 1924년 10월 27일.
- “第五回(제오회) 全朝鮮(전조선) 蹴球大會(축구대회)”. 동아일보. 1924년 10월 27일.
- “臨迫(임박)한蹴球大會(축구대회)”. 조선일보. 1924년 10월 27일.
- “第五回全朝鮮(제오회전조선) 蹴球大會(축구대회)”. 동아일보. 1924년 10월 29일.
- “隔日(격일)한蹴球大會(축구대회)”. 조선일보. 1924년 10월 29일.
- “今日(금일)의運動(운동)(三十日(삼십일))”. 조선일보. 1924년 10월 30일.
- “今日(금일) 全朝鮮蹴球大會豫選戰(전조선축구대회예선전)”. 동아일보. 1924년 10월 30일.
- “蹴球大會今日(축구대회금일) 參加團體二十二(참가단체이십이)”. 동아일보. 1924년 10월 30일.
- “今日開幕(금일개막)의 蹴球大會(축구대회)”. 조선일보. 1924년 10월 30일.
- “全朝鮮蹴球大會豫選戰(전조선축구대회예선전)”. 동아일보. 1924년 10월 31일.
- “五回全朝鮮(오회전조선) 蹴球大會(축구대회) 天馬騰空(천마등공)의氣勢(기세)로”. 동아일보. 1924년 10월 31일.
- “全朝鮮蹴球大會(전조선축구대회)”. 동아일보. 1924년 10월 31일.
- “뎨오회전조선축구대회 작일배재운동장에서”. 조선일보. 1924년 10월 31일.
- “今日(금일)의運動(운동)(三十一日(삼십일일))”. 조선일보. 1924년 10월 31일.
- “第五囘蹴球(제오회축구)”. 조선일보. 1924년 10월 31일.
- “五回全朝鮮(오회전조선) 蹴球大會(축구대회)”. 동아일보. 1924년 11월 1일.
- “審判問題(심판문제)로騷動(소동)”. 조선일보. 1924년 11월 1일.
- “盛行(성행)하는運動會(운동회)”. 조선일보. 1924년 11월 1일.
- “今日(금일) 全朝鮮蹴球大會决勝戰(전조선축구대회결승전)”. 동아일보. 1924년 11월 1일.
- “全朝鮮蹴球(전조선축구)”. 조선일보. 1924년 11월 1일.
- “五回全朝鮮(오회전조선) 蹴球大會(축구대회)”. 동아일보. 1924년 11월 2일.
- “全朝鮮蹴球(전조선축구)”. 조선일보. 1924년 11월 2일.
- “五回全朝鮮(오회전조선) 蹴球大會(축구대회)”. 동아일보. 1924년 11월 3일.
- “全朝鮮蹴球决勝戰績(전조선축구결승전적) 佛敎軍(불교군)의惜敗(석패)”. 조선일보. 1924년 11월 3일.
- “盛况裡(성황리)에終幕(종막)된 第五回蹴球大會(제오회축구대회)”. 동아일보. 1924년 11월 4일.
- “大會(대회)에寄付(기부)”. 동아일보. 1924년 11월 4일.
- “蹴球大會(축구대회) 懸賞投票發表(현상투표발표)”. 동아일보. 1924년 11월 5일.
- “蹴球誤審問題(축구오심문제)로 體育會(체육회)의總辭職(총사직)”. 조선일보. 1924년 11월 15일.